# 给药途径
给药途径（Route of administration），又称用药途径，在药理学和毒理学上指药物、液體、毒物、或其他物質吸收到體內的途径。

## 分类
- 局部给药（topical）：直接用药于要影响的身体部位。包括：
  - 表皮给药，例如局部止痛、止痒膏剂。
  - 吸入给药，例如很多哮喘药物。
  - 灌肠给药，例如造影药剂。
  - 眼部给药，例如眼药水和眼药膏。
  - 鼻腔给药，例如鼻塞药。

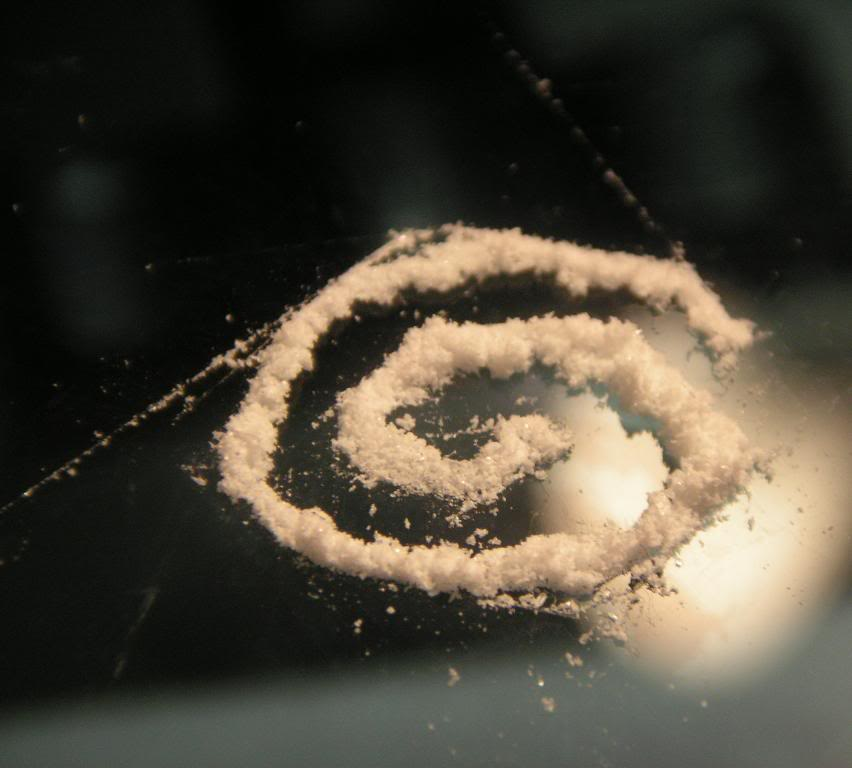
为吸入而处理的氯胺酮

- 消化道给药（enteral）：但要影响的部位不是消化道本身。
  - 口服，包括片剂、胶囊、药水等。
  - 通过人工途径，例如胃插管、胃镜、十二指肠插管等方式给药，包括补充营养和鼻饲。
  - 肛门给药（英语：Rectal administration），例如灌肠和栓剂。
- 非消化道给药（parenteral）：作用于全身，但不通过消化道给药。
  - 靜脈注射和静脉进食。
  - 动脉注射，例如某些治疗血管痉挛和栓塞的药。
  - 肌肉注射，例如疫苗、抗生素等。
  - 心内注射，例如急救时注射的肾上腺素（现已少见）。
  - 皮下注射，例如胰岛素。
  - 骨髓注射，然后由骨髓导入动静脉系统。偶尔用于急救和儿科，静脉注射困难的情况。
  - 皮内注射（直接注射到皮肤内部），例如过敏试验和纹身。
  - 透皮给药，例如戒烟者用的尼古丁贴片。
  - 口腔黏膜给药，例如舌下含的硝酸甘油。
  - 阴道内给药，例如陰道栓劑。
  - 吸入给药，例如麻醉气体。
- 其他不常见的给药方式还有：腹腔注射、硬膜外腔注射（例如麻醉）、脊髓注射（进入脑脊液）、眼球玻璃体注射等。

## 用途
上述不是按给药部位，而是按给药部位与用药部位的关系的分类。例如气管吸入的药物，作用于气管和肺是局部给药，用于麻醉则是全身给药。
同样的药物通过不同给药途径的作用不同。例如纳洛酮作为鴉片受体拮抗剂，通过注射给药可以治疗鸦片过量中毒。通过口服给药，则可以缓解鸦片类药的便秘副作用；但作用只限在消化道，因而不影响鸦片类药的止痛效果。
在无其他影响因素的前提下，一般医生会建议口服，以省去针刺的痛苦和感染可能。这一点对慢性病治疗尤为重要。然而，有些药物，例如胰岛素，不能或不易被消化道吸收，因而必须采用其他给药方式。
在急救、重症治疗等方面医生多采用静脉注射，因为这是最可靠的给药途径。由于这些病人不一定神志清醒，而且血流和消化道排空情况可能异常，所以不易估计外用和口服药的吸收情况。